# Idaea illustrior
Idaea illustrior là một loài bướm đêm trong họ Geometridae.